# Abrahám (powiat Galanta)
Abrahám – wieś (obec) na Słowacji w powiecie Galanta, w kraju trnawskim.